# 草津市立高穂中学校
草津市立高穂中学校（くさつしりつたかほちゅうがっこう）は、滋賀県草津市にある公立中学校。

## 概要
草津市立草津中学校が1977年（昭和52年）に生徒数が1,700人に達し、生徒指導上で問題が生じると懸念された。そのため、草津市内で5番目の中学校として1984年（昭和59年）4月に開校した。校舎は学校という既成概念にとらわれない近代的建築として設計された。学区の周辺は田園地帯が一部残るが、工業団地や住宅街が形成されている。

## 沿革

### 年表
- 1984年（昭和59年）4月 - 草津市立草津中学校より分離し、開校。
- 1992年（平成4年）8月 - 本館2階にコンピュータ教室が完成する。
- 1994年（平成6年）11月 - アメリカ・ポンティアック市教育代表団が来校。
- 1995年（平成7年）
  - 4月 - 文部省指定「心身障害児理解推進校」に指定。
  - 8月 - 草津市国際交流事業、第3回中国友好使節団「希望の星」が来校。
- 1996年（平成8年）
  - 8月 - 「大志の翼」国際交流事業に参加。
  - 9月 - 上海徐匯区、教育代表団が来校。
- 1999年（平成11年）12月 - MBSこども音楽コンクール西日本大会に出場[注 1]。
- 2005年（平成17年） - 同年より科学技術振興機構（JST）の補助を受ける。[要出典]
- 2013年（平成25年）11月 - 高円宮杯全日本中学校英語弁論大会に当校の生徒が出場する。
- 2015年（平成27年）1月 - 滋賀県美術教育研究大会の公開授業が行われる。
- 2016年（平成28年）
  - 11月 - 高穂中学校スペシャル授業として「戦場カメラマン 渡部陽一さん講演会」が開かれる。　
  - 滋賀大学CST養成プログラムの認定CSTに、当校の教員が選ばれる[4]。
- 2023年（令和5年）4月 - 創立40年に併せて、制服を改定する[注 2][5][6]。

### 校名の由来
当校の敷地となった丘陵地を「タカホの山」と呼んでいたことから。校歌には「高穂の丘」という歌詞がある。

## 基礎データ

### 象徴
- 校歌 - 作詞：宇野ミツエ、作曲：山田浅蔵[7]
- エンブレム - 2022年度に校内で実施したエンブレムコンテストから選出され[6]、新制服に採用している[5][6]。このエンブレムには「TJ」[注 3]の頭文字と青い花が描かれている[5][6]。

### スローガン
- 校訓 - 思索・友愛・創造[1]
- 教育目標 - 持続可能な社会を担う資質と能力をもつ生徒の育成[1]
- 重点課題 - 非認知力・社会性・挑戦力[1]

備考
- 上記の他、「六箇条の誓い」が制定されている。

## 部活動
- 運動部 - 野球、陸上競技、サッカー、ソフトボール、ソフトテニス、バスケットボール、バレーボール、バドミントン、卓球、剣道
- 文化部 - 吹奏楽、美術、情報処理、科学

※運動部は全国大会への出場が多く、2014年（平成26年）11月に開催されたジュニアオリンピック陸上競技大会で陸上男子4×100 m走が優勝した。かつては柔道部があり、同部も全国大会に出場したことがあった。

## 学区
- 草津市立志津小学校・草津市立志津南小学校・草津市立矢倉小学校の校区全域[13]。

## アクセス
- JR琵琶湖線（東海道本線）・JR草津線草津駅
  - 同駅から帝産湖南交通「ロクハタウン」停留所下車、徒歩約3分[14]。

- JR琵琶湖線（東海道本線）南草津駅
  - 同駅から帝産湖南交通または近江鉄道バス「向山ニュータウン」停留所下車、徒歩約6分[14]。

## 著名な卒業生
- 左官磨育（元バスケットボール選手）[15]
- 横江豊（元バスケットボール選手）[16]
- 若原智哉（プロサッカー選手）[17]
- 平田大樹（プロ野球選手）[18]
- 麻野七奈未（バレーボール選手）